# Kościół św. Anny w Ginawie
Kościół św. Anny w Ginawie – katolicki kościół filialny zlokalizowany we wsi Ginawa w gminie Węgorzyno, w powiecie łobeskim (województwo zachodniopomorskie). Należy do parafii Matki Bożej Różańcowej w Storkowie.

## Historia i architektura
Murowany w technice ryglowej kościół został zbudowany w 1787 roku. Na belce nadproża zachowała się inskrypcja o treści Gloria in Exelsis Deo F. W. v. Hertzberg Anno He Honing, zur October 1 1787, upamiętniająca jego fundatora, F.W. von Hertzberga. Jest to budynek salowy, zakończony trójbocznie zamkniętą absydą. Dostawiona jest do niego kruchta, w której znajduje się portal wejściowy. W środku, nad wejściem, znajduje się drewniana empora, wsparta na pięciu słupach. Otwory okienne mają kształt prostokątny. W latach 1868–1869 miał miejsce remont świątyni.
Od strony zachodniej kościół posiada wieżę zwieńczoną barokowym hełmem, częściowo wchodzącą w obręb budynku. Wieża, oryginalnie drewniana, podczas remontu w 2009 roku została wymieniona na murowaną.
Po II wojnie światowej został konsekrowany jako świątynia katolicka w dniu 6 stycznia 1949 roku.